# 山陽本線優等列車沿革
山陽本線優等列車沿革（日语：／）是指山陽本線（包括由山陽鐵道經營時期）開業以來，主要在該路線上行走的特急列車、急行列車和準急列車的演變。
不是主要在山陽本線中行走，但也途經山陽本線的列車：
- 在山陽本線（在來線）並行的山陽新幹線（包括直通至東海道新幹線和九州新幹線 (鹿兒島線)）上行走的列車（新幹線） … 「希望號列車」、「光號列車」、「West光號列車」、「Ground光號列車」、「光號鐵路之星」、「回聲號列車」、「櫻號列車」、「瑞穗號列車」
- 主要於首都圈出發或到達，直通至東海道本線的列車群。…「東海道本線優等列車沿革」
- 主要經宇野線、宇高航路，連接本州至四國的列車。…「Marine Liner」
- 從京阪神或岡山，經智頭急行智頭線、播但線、姬新線、伯備線（陰陽連接路線）前往山陰地區的列車（陰陽連接列車）…「白兔號列車」、「濱風號列車」、「因幡號列車」、「八雲號列車」。
- 經關門隧道，連接山陰地區與九州地區的列車…「磯風號列車」、「松風號列車」、「隱岐號列車」

## 列車的演變

### 山陽鐵道時代
- 1888年（明治21年）11月 現時的山陽本線當初是由「山陽鐵道」建設和營運。首段開通區間為兵庫站至明石站之間。
- 1889年（明治22年）9月 山陽鐵道神戶站至兵庫站之間開通，與官營鐵道東海道本線連接。
- 1894年（明治27年）10月 山陽鐵道神戶站至廣島站之間（在當年6月啟用）開設日本首列長距離急行列車。當時不需支付急行費用（日语：急行券），與普通列車一樣只需要車票便可乘坐。該急行列車來往神戶至廣島之間的所需時間，上下行列車分別為8小時47分和8小時56分。
- 1895年（明治28年）10月 急行列車進入官營鐵道東海道本線，在關西的終點站為京都站。（後來改為大阪站）
- 1899年（明治32年）5月 當時急行列車包括日間與夜間行走，共設有4往返班次，當中1往返班次的列車連接日本首卡餐車。
- 1900年（明治33年）4月 夜行急行列車1往返班次之列車連接日本首卡臥車。
- 1901年（明治34年）5月 山陽鐵道神戶站至下關站之間全線開通。開設4往返班次的直通急行列車，當中1往返班次為「最急行（日语：最急行）」，以特別高速行走。在神戶至下關之間，最急行列車的所需時間，上下行分別為12小時35分和12小時40分。
- 1903年（明治36年）2月在神戶至下關之間，最急行列車的所需時間，上下行分別縮短至11小時30分和11小時20分。為日俄戰爭前的最高記錄。
- 1904年（明治37年）7月 由於日露戰爭爆發的影響，急行列車全部停運。
- 1905年（明治38年）8月 直通至官營鐵道東海道本線，來往新橋站至下關站之間的急行列車登場。但是只運行3個月後便廢止。新橋至下關之間的所需時間，上下列車分別為35小時16分和35小時5分。
- 1906年（明治39年）4月 「最急行」復活，但是神戶至下關之間的所需時間為13小時30分左右，比戰前最快記錄為慢。
  - 因應鐵道國有法（日语：鉄道国有法）的公布，山陽鐵道國有化。

### 鐵路國有化後
- 1907年（明治40年）3月 新橋站至下關站之間的直通急行列車設定為5、6列車。全區間的所需時間，上下行列車分別為26小時55分和28小時45分。
- 1912年（明治45年）6月 新橋站至下關站之間，日本首列「特別急行列車（特急列車）」1、2列車開始運行。此列車除了需持有乘車票外，還需要特別急行票（日语：特別急行券），為山陽本線首列收費快速型列車。新橋至下關之間的所需時間，上下列車為25小時8分和25小時15分。
- 1919年（大正8年）8月 東京站（1914年＜大正3年＞12月啟用，取代新橋站成為東京的終點站。）至下關站之間的餐車為高級「西式餐車」，而急行3、4列車則連結讓大眾使用的「和式餐車」。
- 1923年（大正12年）7月 東京站至下關站之間，特急1、2列車只有頭等車廂（日语：一等車）和二等車廂（日语：二等車），並新設讓大眾使用的特急3、4列車，其列車只連結三等車廂（日语：普通車 (鉄道車両)）。餐車方面，1、2列車為西式餐車，3、4列車為和式餐車。

### 戰前黃金時代
- 1929年（昭和4年）9月 1、2列車命名為「富士」，3、4列車命名為「櫻（日语：さくら (列車)）」。為日本首兩對列車設有「列車愛稱（日语：列車愛称）」。
- 1930年（昭和5年）10月 新設東海道本線特急「燕」（日语：／），同時「富士」、「櫻」和急行列車都大幅提高速度。
- 1934年（昭和9年）12月 山陽本線的麻里布站（現時為岩國站）至櫛濱站之間的路線，本來沿海岸線經柳井站，改由經由日啟用的沿山線（經岩國站（現時為西岩國站）和周防花岡站，現時為岩德線路線），並把新開的路線納入「山陽本線」的一部分，舊線（沿海岸線）則為支線「柳井線」。在時間表修正（日语：1934年12月1日国鉄ダイヤ改正）中，特急「富士」、「櫻」經新線，急行列車方面，由於新線的只是單線，班次容納有限，加上路段設有大坡道（最大10‰），而在港口町柳井的重要性為高，所以在3往返班次中1往返班次還是經柳井線。當時東海道本線和長崎本線也有類似的大幅更改路線情況，使日本各地的優等列車可提速和更快到達目的地。成為了戰前的鐵路黃金時期。在修正當時，山陽本線的優等列車概要如下：

- 特急列車 以下2往返班次。

「富士」 來往東京站至下關站之間。在修正前為只連結一、二等車廂，修正後增加連結三等車廂。但是此列車還是一列高級列車，並且成為前往滿州、倫敦、羅馬的國際連接列車中的一環，最後尾的車廂為頭等瞭望車。此列車也是在日俄戰爭勝利後，成為大國（五大國）之中，日本建立威信的象徴。因此在設備、裝飾顯得相當豪華。
「櫻」 來往東京站至下關站之間。在修正前為只連結三等車廂，修正後增加連結二等車廂。
- 急行列車 定期列車中，設有1往返班次連結頭、二、三等車廂，2往返班次連結二、三等車廂，共3往返班次。所有急行均來往東京站至下關站之間，其中1往返班次（二、三等急行9・10列車）於山陽本線內是夜行運輸，其餘2往返班次（二、三等急行5・6列車和頭、二、三等急行7・8列車）為日間運輸。3往返班次均連結臥鋪車和餐車。而7、8列車與「富士」同様為國際連接列車中的一環，在山陽本線優等列車中，除「富士」以外唯一設有頭等臥鋪車和西式餐車（其他列車則為和式餐車）的列車，並在京都至下關之間連結頭等瞭望車。此外，下行5列車和上行8列車，途經上述提及的柳井線。在不定期列車中，設有東京站至下關站之間的二、三等急行1005・1006列車（連結二等臥鋪車和和式餐車，在山陽本線內為夜行運輸）和二、三等急行1009、1010列車（連結二等臥鋪車和和式餐車，在山陽本線內為日間運輸）。

- 1935年（昭和10年）11月 吳線三原站至海田市站之間全線開通，急行7、8列車改經該路段。在吳線全線未開通前，列車需經過山陽本線瀨野站至八本松站之間，名為「瀨野八（日语：瀬野八）」的陡峭區間（坡度達22.6‰），行走該路段需連結輔助機車以消除運輸障礙。而開設吳線後，可避免行走該陡峭區間。
- 1937年（昭和12年）7月 新設東海道本線的特急「鷗」（日语：／），同時東海道、山陽本線的急行列車進行整合。在整合前，東京站至神戶站之間的二、三等急行19、20列車，其列車的運行區間延長至來往東京站至下關站之間。二、三等急行19・14列車（山陽本線內為日間運輸），其列車的運行區間改為東京站至下關站之間。在整合後的急行列車中，定期設有4往返班次，不定期設有2往返班次。

### 戰時、戰後
- 1939年（昭和14年）11月 於1937年7月發生盧溝橋事件而觸發中國抗日戰爭，日本開始進入戰爭時期，鐵路服務也因此而產生變化。來往大陸方向的需求增加，實施時間表修正。山陽本線新設來往大阪站至下關站之間的日間二、三等急行1025、1026列車和夜行二、三等急行1027、1028列車。
- 1940年（昭和15年）10月 繼昨年的運輸需求增加，實施時間表修正。新設來往東京站至下關站之間的二、三等急行1035、1038列車。
- 1941年（昭和16年）7月 列車需求急增，使所有列車不再連結三等臥鋪車廂，以達到舒緩擁擠情況。
- 1942年（昭和17年）11月 在去年12月爆發的太平洋戰爭惡化中。在當年6月的關門隧道貫通，下關站至門司站之間開通，使山陽本線踏足九州。在此月實施時間表修正（日语：1942年11月15日国鉄ダイヤ改正），開始關門隧道的旅客列車運輸，於下關站為終點站的列車延長至九州內。再度整理東海道、山陽本線的列車編號，特急和急行的列車編號中，在東海道本線、山陽本線直通的列車使用一位或二位數字，只於東海道本線內行走的列車使用1xx號，只於山陽本線內行走的列車使用2xx號，以下為經整理後的列車編號和修正後的情況：

- 特急列車「富士」延長至長崎站，「櫻」延長至鹿兒島站，7・8列車降級為急行列車和取消愛稱。
- 急行列車中，5、6列車延長至門司站，11、12列車和7、8列車延長至鹿兒島站，3、4列車和9、10列車延長至博多站，除了5、6列車沒有改變列車編號外，來往東京站至下關站之間的19、14列車改為13、14列車，1035、1038列車改為15、16列車。來往大阪站至下關站之間的1025、1026列車改為202、203列車，1027、1028列車改為204、205列車。

- 1943年（昭和18年）2月 隨著戰況惡化，實施時間表修正，運送煤和戰時物資的貨物列車增加班次，而旅客列車則大幅削減班次。
  - 7月 特急列車改名為「第一種急行」，急行列車改名為「第二種急行」。本來名為「櫻」的7、8列車也轉變為第一種急行，並回復之前的列車編號，為3、4列車。
  - 10月 列車繼續大幅削減班次。「富士」縮短至博多站。此外，來往東京站至博多站之間的急行5、6列車，與來往東京站至大阪站之間的急行105、106列車整合，成為來往東京站至長崎站之間的急行5、6列車。來往東京至鹿兒島之間的急行7、8列車，其列車不再連結頭等臥鋪車和瞭望車連結，並縮短至下關駅和改變列車編號為15・16列車。來往東京站至門司站之間的急行11、12列車變為急行7、8列車。來往東京站至下關站之間的急行15、16列車變為急行11、12列車。來往大阪站至下關站之間的急行202、203、204、205列車全部廢止。
- 1944年（昭和19年）4月 基於「決戰緊急措施概要（日语：決戦非常措置要綱）」，實施了時間表修正。當中，「富士」被廢止，第一種急行（即前身的特急列車）被消滅。來往東京站至下關站之間的急行15、16列車廢止，頭等車廂、瞭望車廂、臥鋪車廂、餐車全部廢止。
  - 10月 來往東京站至下關站之間的急行11、12列車廢止。為了加強運輸能力，岩國站至櫛濱站之間較小坡度的柳井線成為複線鐵路並改為山陽本線一部分，而本來經山線的山陽本線成為山陽本線的支線，名為岩德線。
- 1945年（昭和20年）1月 各線列車繼續削減班次。在山陽本線行走的急行列車中，只有來往東京站至鹿兒島站之間（急行運輸只限東京站至熊本站之間）的1、4列車，來往東京站至門司站之間的5、8列車，來往東京站至廣島站之間（經吳線）的7、6列車。
  - 3月 列車繼續削減班次，包括山陽本線之內日本全國的優等列車中，只剩下來往東京站至下關站之間的急行1、2列車（之前為1、4列車）。
  - 6月 急行1、2列車的運行區間延長至門司站。
  - 11月 開設急行列車來往東京站至廣島站之間，設有1往返班次。但是1個月後，由於受煤炭供應的影響便停運，隨後列車曾多次加班和減班。
- 1947年（昭和22年）1月 急行列車、二等車廂全部廢止。渡過日本鐵道史上最差的情況。
  - 4月 再次開設急行列車。開設來往東京站至博多站、門司站之間的急行列車，各設有1往返班次，共2往返班次。隨後，各線開始新設和增加急行列車、準急列車班次。
- 1948年（昭和23年）7月 實施戰後首次的白紙時間表修正（日语：1948年7月1日国鉄ダイヤ改正），開始來往東京站至廣島站之間（經吳線）的不定期急行列車，每星期設有1往返班次。另外，開設來往東京站至門司站、廣島站之間的不定期準急列車，各設有1往返班次，共2往返班次。開設來往大阪站至長崎站之間的不定期準急列車，1往返班次。開設來往京都站至門司站之間的不定期準急列車，1往返班次。當時開設的不定期準急列車一共設有4往返班次。此外，急行列車的速度有所下降。

### 復興和發展
- 1948年（昭和23年）12月 來往東京站至鹿兒島站之間的急行1、2列車開始連結「特別臥鋪車」（在翌年5月，名為「頭等臥鋪車（日语：A寝台）」）。臥鋪車復活。
- 1949年（昭和24年）9月 實施時間表修正（日语：1949年9月15日国鉄ダイヤ改正），1、2列車開始連結餐車。餐車復活。
- 1950年（昭和25年）11月 實施時間表修正（日语：1950年10月1日国鉄ダイヤ改正），除了特急列車外，其他急行列車也開始使用愛稱：

「阿蘇」是來往東京站至熊本站之間的31、32列車
「霧島」是來往東京站至鹿兒島站之間的33、34列車（在10月的時間表修正前，列車編號為1、2列車）
「雲仙」是來往東京站至長崎站之間的35、36列車
「筑紫」是來往東京站至博多站之間的37、38列車
「安藝」是來往東京站至廣島站之間的39、40列車
- 新設來往大阪站至廣島站之間的準急307、308列車。

- 1951年（昭和26年）4月 新設來往大阪站至博多站之間的臨時急行3033、3034列車。關西來往九州的夜行急行列車誕生。
  - 11月 來往京都站至博多站或都城站之間的準急205・206列車進行變更，來往東京站至門司站之間之路段與「阿蘇」結併，並升級至急行列車，來往東京站至都城站之間，命名為「高千穗」。
- 1952年（昭和27年）4月 在此日，同盟國軍結束佔領結束，同盟國軍專用列車（日语：連合軍専用列車）變為「特殊列車」，部分開放供日本人使用。
  - 9月 臨時急行3033、3034列車升級至定期急行，並命名為「玄海」。
- 1953年（昭和28年）3月 新設來往京都站至博多站之間的特急「鷗」。自從1944年「富士」廢止後，間隔9年再有特急列車行走山陽本線。「玄海」改為來往東京站至博多站之間。
- 1954年（昭和29年）10月 特殊列車，完全變成普通不定期急行列車並設定愛稱，當中來往東京站至佐世保站之間的列車命名為「西海」，來往東京站至博多站之間的列車命名為「早鞆」。「筑紫」延長至鹿兒島站，此列車於晚上出發，並於兩日後的早上到達目的地，成為渡過兩夜的列車。而「高千穗」的結併列車由「阿蘇」改為「玄海」。
- 1955年（昭和30年）7月 「玄海」的列車愛稱，由平假名書寫變為漢字書寫「玄海」。同時由於使用率低，一等臥鋪車廢止。在此之前的一等臥鋪是使用二等臥鋪A、B室，而二等臥鋪則使用二等臥鋪C室。
  - 10月 為了方便乘客中國地方來往九州，開設來往廣島站至門司站之間的臨時準急3207、3208列車。
- 1956年（昭和31年）11月 東海道本線全線電氣化完成。同日實施大規模的時間表修正（日语：1956年11月19日国鉄ダイヤ改正）：

- 新設特急列車「朝風」。

此優等列車為關西圈首列在深夜通過的列車。同時自從「富士」廢止，相隔12年後，關東來往山陽、九州之間的特急再次復活。「朝風」來往東京站至博多站之間只需17小時25分，比戰前的「富士」，其所需時間為20小時3分快約2小時30分。發揮了其特急列車的特性。此外，當時的急行列車行走相同區間需時21至25小時。
其他列車方面：
- 「玄海」在東海道本線的運輸區間轉讓給「朝風」，「玄海」的運行區間改為來往京都站至長崎站之間（經大村線）。
- 同年3月起，來往京都站至熊本站之間的臨時列車升級至定期急行「天草」。
- 「西海」成為定期列車。
- 「早鞆」成為定期列車並改名為「筑紫」，本來名為「筑紫」的列車改名為「薩摩」。
- 「霧島」的列車愛稱，由平假名書寫變為漢字書寫「霧島」。
- 「高千穗」的列車愛稱，由平假名書寫變為漢字書寫「高千穗」，並且改為獨立運輸，運輸區間改為來往東京站至西鹿兒島站（經日豐本線，西鹿兒島站即現時鹿兒島中央站）之間。同時成為日本最長運輸距離的列車。
- 3207、3208列車成為定期列車405、406列車並延長至長崎站（經大村線）。
- 新設來往京都站至廣島站之間（經吳線）的準急305、306列車。

在同年7月由經濟企劃廳（現時為經濟產業省和內閣府）發表「現在已經不是在戰後」經濟白皮書中提及，日本已經脫離戰後復興，進入高度經濟成長的時代。以下為修正後山陽本線的優等列車：
- 特急列車 2往返班次

「鷗」 京都站 - 博多站。日間。
「朝風」 東京站 - 博多站。夜行。
- 急行列車 10往返班次

日間列車
「筑紫」 東京站 - 博多站
「安藝」 東京站 - 廣島站（經吳線）
「薩摩」 東京站 - 鹿児島站
夜行列車
「阿蘇」 東京站 - 熊本站（經筑豐本線）
「西海」 東京站 - 佐世保站
「高千穗」 東京站 - 西鹿兒島站（經日豐本線）
「霧島」 東京站 - 鹿兒島站
「雲仙」 東京站 - 長崎站
「天草」 京都站 - 熊本站
「玄海」 京都站 - 長崎站（經大村線）
- 準急列車 3往返班次

305、306列車 京都站 - 廣島站（經吳線）。日間。
307、308列車 大阪站 - 廣島站（經吳線）。夜行。
405、406列車 廣島站 - 長崎站（經大村線）。日間。
- 1957年（昭和32年）6月　特急「鷗」的三等車廂由特急用客車Suha 44系（日语：国鉄スハ43系客車）改為急行用客車Naha 10系（日语：国鉄10系客車）。改變的原因是為了減輕在博多站周邊進行轉換車廂行車方向作業，同時減輕車輛運用上的不便，但犠牲了車廂等級。

### 新幹線開通前的黃金時代
- 1957年（昭和32年）7月 開設「朝風」的輔助列車，名為臨時特急「勝風（日语：さくら (列車)）」，與「朝風」一樣來往東京站至博多站之間。下行提早「朝風」30分鐘出發，上行延遲「朝風」30分鐘出發。
  - 10月 實施時間表修正：

- 「勝風」成為定期列車，同時延長至從長崎站。
- 「玄海」改為來往京都站至鹿兒島站之間，並改名為「櫻島」。
- 準急307、308列車延長至京都站。

- 1958年（昭和33年）4月 山陽本線直至姬路站均電氣化。由電力機車牽引的優等列車可運行至姬路站。
  - 10月 實施時間表修正：

特急列車
- 在修正前，「朝風」集中使用舊式客車，在修正後，在國鐵首條使用固定客車編成的列車，使用新製造的20系客車，其車身顏色使用藍色，所有設有「藍色列車」的別名。
- 關於多餘的客車中，將使用在同時新設來往東京站至鹿兒島站之間的特急「隼」。
- 由於「勝風」與「朝風」兩列車名稱相近（與）會使乘客誤乘，因此「勝風」改名為「平和」。

急行列車
- 「薩摩」大幅縮短運行區間至從門司港站出發。而在本州部分的替代列車為來往廣島站至門司站之間的準急407、408列車。
- 「櫻島」縮短至博多站，並把名稱改回「玄海」。
- 準急305、306列車升級至急行列車，並命名為「宮島」。
- 開設來往京都站至大社站之間（伯備線経由）的急行列車，並命名為「大山」新設。（京都站至岡山站之間與「宮島」結併）

- 1959年（昭和34年）7月 設有以下變更：

- 「平和」引入20系客車，並改名為「櫻」。
- 新設來往京都站至大分站之間的急行「國東」，此列車在京都站至門司站之間與「天草」結併。

- - 9月 以下的準急列車加入列車愛稱（日语：列車愛称）。

- 307、308列車…「七浦」，405、406列車…「二葉」，407、408列車…「長門」

- 1960年（昭和35年）5月 隨著新設來往博多站至長崎站之間的柴油列車準急「長崎」，「二葉」縮短至博多站。
  - 6月 設有以下變更：

- 新設來往岡山站至博多站之間的柴油列車準急「山陽」，使用Kiha55系柴油列車運行。因應此改變，「二葉」被「山陽」取代而廢止。
- 「國東」延長至都城站，並改名為「日向」。
- 新設來往東京站至西鹿兒島站之間的不定期急行「櫻島」。
- 新設來往岡山站至廣島站之間（經吳線）的柴油列車準急「吉備」，以及來往岡山站至岩國站之間的柴油列車準急「錦」。

- - 7月 設有以下變更：

- 頭等車廂被消滅，二等車改為頭等車，三等車改為二等車
- 「隼」改用20系客車，運行區間改為來往東京站至西鹿兒島站之間。

- - 10月 山陽本線直至倉敷站均電氣化。由電力機車牽引的優等列車可運行至岡山站。
- 1961年（昭和36年）6月 山陽本線小郡站至下關站之間，鹿兒島本線門司港站至久留米站之間電氣化。但對柴油列車和客車列車的優等列車沒有影響。
  - 10月 實施名為「3·6·10（日语：サンロクトオ）」的全國大規模時間表修正。特急、急行、準急列車大幅度增加班次。當中重點包括在日本大動脈東海道、山陽本線內行走的列車。同時，山陽本線直至三原站均電氣化。。

特急列車
- 「鷗」轉用柴油列車，使用Kiha82系行走，運行區間改為來往京都站至宮崎站、長崎站之間（京都站至小倉站之間結併運輸）。
- 使用相同的柴油列車，新設來往大阪站至廣島站之間的特急「平和」，以及來往大阪站至博多站之間的特急「綠」。

「鷗」使用2列Kiha82系6卡編成，「綠」和「平和」則使用1列。同時，「鷗」連結2卡餐車，為一個至今也認為十分豪華的編成。此外，「綠」延遲至12月才開始營運，這是由於需預留在初期運行時因故障而準備的後備列車。
- 新設來往東京站至熊本站之間的不定期（實際為每日運行）的「瑞穗」列車。

急行列車
- 新設以下定期列車：
  - 來往廣島站至別府站之間的急行「別府」，使用柴油列車運行。
  - 來往東京站至大分站之間的急行「豐後」，使用客車運行，並在東京至門司之間與「筑紫」結併。
  - 來往大阪站至佐世保站之間的急行「平戶」，使用客車運行。
  - 來往大阪站至熊本站之間的急行「肥之國」，全車使用臥車。
  - 來往大阪站至廣島站之間的急行「音戶」全車使用臥車。

- 新設以下不定期列車：
  - 來往大阪站至博多站之間的急行「早鞆」。
  - 來往大阪站至南延岡站之間的急行「第2日向」。
  - 來往大阪站至長崎站之間的急行「第2玄海」。

- 「雲仙」與「西海」結併運輸。
- 「阿蘇」與「薩摩」改從名古屋站出發，「玄海」改從長崎站到達。「宮島」使用柴油列車。
- 「大山」的結併列車由「宮島」改為「薩摩」。
- 「宮島」、「別府」和「山陽」均使用急行型的Kiha58系柴油列車。

準急列車
- 新設以下定期列車：
  - 來往大阪站至三原站之間的準急「備後」，使用153系電動列車（別名東海型電車）。
  - 來往廣島站至小郡站（現時為新山口站）之間的準急「周防」，使用Kiha55系柴油列車。

- 「長門」改用柴油列車，並延長至小倉站。

以下為修正後山陽本線的優等列車：
- 日間特急列車 定期3往返班次

「鷗」 京都站 - 長崎站、宮崎站 82系柴油列車
「綠」 大阪站 - 博多站 82系柴油列車
「平和」 大阪站 - 廣島站 82系柴油列車
- 夜行特急列車 定期3往返班次，不定期1往返班次

「朝風」 東京站 - 博多站 臥鋪列車 20系客車
「隼」 東京站 - 西鹿兒島站 臥鋪列車 20系客車
「櫻」 東京站 - 長崎站 臥鋪列車 20系客車
「瑞穗」 東京站 - 熊本站 臥鋪列車 在來型客車（不定期列車。實際上毎日運行）
- 日間急行列車 定期6往返班次

「別府」 廣島站 - 別府站 58系柴油列車
「山陽」 岡山站 - 博多站 58系柴油列車
「安藝」 東京站 - 廣島站（經吳線）
「筑紫」、「豐後」 東京站 - 博多站、大分站
「薩摩」 名古屋站 - 鹿兒島站
「大山」 京都站 - 大社站（京都站至岡山站之間與「薩摩」結併）
「宮島」 大阪站 - 廣島站（經吳線） 58系柴油列車
- 夜行急行列車 定期10往返班次，不定期4往返班次

「霧島」 東京站 - 鹿兒島站
「日向」 京都站 - 都城站
「肥
之國」 大阪站 - 熊本站 臥鋪列車
「雲仙」、「西海」 東京站 - 長崎站、佐世保站
「玄海」 京都站 - 長崎站
「天草」 京都站 - 熊本站（經筑豐本線）
「平戸」 大阪站 - 佐世保站
「阿蘇」 名古屋站 - 熊本站
「高千穗」 東京站 - 西鹿兒島站（經日豐本線）
「音戶」 大阪站 - 広島站（經吳線） 臥鋪列車
「櫻島」 東京站 - 西鹿兒島站（不定期）
「早鞆」 大阪站 - 博多站（不定期）
「第2日向」 京都站 - 南延岡站（不定期）
「第2玄海」 京都站 - 長崎站（不定期）
- 準急列車 6往返班次

「吉備」 岡山站 - 廣島站（經吳線） 柴油列車日間
「長門」 廣島站 - 小倉站 柴油列車日間
「周防」 廣島站 - 小郡站 柴油列車日間
「錦」 岡山站 - 岩國站 柴油列車日間
「備後」 大阪站 - 三原站 電動列車日間
「七浦」 京都站 - 廣島站（經吳線） 客車夜行
- 1962年（昭和37年）4月 由於「周防」的使用率高企，當中重點為在廣島以西區間的時段。因此增加「周防」班次至2往返班次，並加設來往廣島站至下關站之間的準急「屋代」新設。
  - 6月 山陽本線直至廣島站均電氣化。

- 來往東京站至大阪站之間的特急「燕」2往返班次中，1往返班次延長至廣島站，取代了只運行8個月的「平和」，「平和」廢止。
- 「宮島」改變運行區間至來往東京站至廣島站之間（不再經吳線，改經山陽本線）。同時改用電動列車，增加班次至2往返班次（在東海道區間中，日間、夜行各1往返班次）。此外，「宮島」成為了日本最長運行距離的定期電動列車急行 (894.8公里)，隨後再沒有打破這個記錄。

這兩列列車，在瀨野站至八本松站之間的急坡度區間中，由於151系電動列車和153系電動列車的馬力不足以登上該斜坡。因此在這區間中，上行列車需連結EF61形輔助機車以登上該斜坡。
- 「備後」增加至2往返班次。「錦」改經吳線。

- - 10月 設有以下變更：

- 「瑞穗」成為定期列車。
- 「音戶」延長至下關站。
- 「薩摩」和「大山」成為獨立運輸。「大山」改用柴油列車。
- 「安藝」全車變為臥鋪列車。

- 1963年（昭和38年）4月 新設來往岡山站至廣島站之間的準急「鞆」，使用8080系電動列車，設有2往返班次。「大山」改經赤穗線。
  - 6月 設有以下變更：

- 「瑞穗」引入20系客車。同時開始連結列車前往大分站。
- 新設來往廣島站至長崎站之間的柴油列車急行「出島」。（在廣島站至小倉站之間與「別府」結併）

- - 10月 新設來往大阪站至西鹿兒島站之間的急行「城山」。

此列車，於深夜時通過九州大城市福岡市，為新奇的時間表安排。
- 1964年（昭和39年）3月 「別府」不再與「出島」結併，「出島」改從吳線的吳站出發。

### 東海道新幹線開業
- 1964年（昭和39年）10月 在此月的1日，東海道新幹線啟用，山陽本線成為「新幹線的連接運輸」的使命。同時山陽本線全線電氣化。實施時間表修正（日语：1964年10月1日国鉄ダイヤ改正）：

特急列車
- 新設來往新大阪站至博多站之間的特急「燕」、「鳩」，各1往返班次。
- 新設來往新大阪站至下關站之間的特急「潮路」。

以上3列車，均使用151系電動列車。而「燕」和「鳩」，是來自東海道特急，轉變角色為「東海道新幹線的連接列車」。但是，與曾來往東京至廣島的「燕」同樣，151系在行經「瀨野八」的急斜坡時，由於馬力不足，153系和80系的急行和準急列車在行走該區間時，上行列車需要連結EF61形輔助機車以登上該斜坡。此外，「燕」、「鳩」由於會進入交流電氣化的九州區間，但151系是直流電氣化車輛，因此在交流電區間中，使用服務用電源車Seya420，以交流電電力機車牽引行走。前者問題（瀨野八）的解決方法是把151系改裝，增加馬力成為181系電動列車，此列車1966年（昭和41年）8月起開始使用，後者問題是使用交直流電動列車的481系電動列車 ，在1965年（昭和40年）10月更換。
其他
- 「綠」的運行區間改為來往新大阪站至熊本站、大分站之間（在新大阪站至小倉站之間結併）。
- 「富士」、「瑞穗」的大分編成成為獨立列車，新設臥鋪特急列車來往東京站至大分站之間。

急行列車
- 「城山」和「音戸」改從新大阪站出發。
- 「筑紫」和「豐後」廢止。
- 「宮島」再次改回來往大阪站至廣島站之間。
- 「阿蘇」除了餐車外，與「薩摩」在名古屋站至門司站之間結併。
- 新設來往大阪站至博多站之間的日間急行「筑紫」，使用客車運行。
- 新設來往大阪站至下關站之間的急行「關門」，使用153系電動列車運行。

- 1965年（昭和40年）3月 「屋代」改用80系電動列車，同時改為來往岡山站至下關站之間。
  - 10月 新幹線全面運作（新幹線提高速度，使東京站至新大阪站之間「光」只需3小時10分。）在翌月實施時間表修正（日语：1965年10月1日・11月1日国鉄ダイヤ改正）。鹿兒島本線直至熊本站均電氣化，繼上年後，在山陽本線內繼續設有大規模變動：

特急列車
- 「燕」來往名古屋站至熊本站之間，使用481系電動列車。
- 「鳩」來往新大阪站至博多站之間，使用481系電動列車。
- 「潮路」增加至2往返班次。
- 新設「潮風」來往新大阪站至廣島站，使用181系電動列車，設有2往返班次。
- 新設「磯風」來往大阪站至宮崎站，使用82系柴油列車。
- 新設「曉」來往新大阪站至長崎站、西鹿兒島站之間，使用20系臥鋪列車。
- 「富士」來往東京站至西鹿兒島站（經日豐本線），成為日本最長運行距離的特急列車。
- 「櫻」的運行區間改為來往東京站至長崎站、佐世保站之間。
- 「鷗」的運行區間改為來往京都站至西鹿兒島站、長崎站之間。
- 「綠」的運行區間改為來往新大阪站至大分站、佐世保站（經筑豐本線）之間。

急行列車
- 新設「夕月」來往新大阪站至宮崎站，為臥鋪列車。
- 「海星」來往新大阪站至博多站之間，為臥鋪列車。此列車前身為不定期急行「早鞆」，在此修正時成為定期列車並全車設定為臥鋪列車。
- 「有明」來往岡山站至熊本站。此列車前身是「山陽」，在此修正時延長運行區間，並改用475系電動列車。
- 「山陽」來往廣島站至博多站之間。此列車前身是準急「長門」，在此修正時升級為急行並延長運行區間，改用475系電動列車。
- 「水島」來往岡山站至下關站。此列車前身是準急「屋代」，在此修正時升級為急行。

「水島」的停車站與準急時代沒有改變，被嘲笑為“只是漲價的列車”。
- 「青島」來往廣島站、門司港站至西鹿兒島站（經日豐本線）之間。此列車由「別府」與「日輪」（門司港站至西鹿兒島站之間）合併而成。
- 「關門」增加班次至2往返班次。（實施日期為12月）
- 「筑紫」改用475系電動列車，並增加班次至2往返班次。（1往返班次來往下關站至博多站之間，實施日期為12月）
- 「宮島」削減1往返班次，並改從新大阪站出發。
- 「平戸」改從京都站出發。「城山」改從大阪站出發。「天草」下行列車改從大阪站出發，上行列車改往新大阪站。
- 「薩摩」的運行區間分割，來往名古屋站至博多站之間為電動列車急行「早鞆」，來往門司港站至鹿兒島站之間為夜行急行「隼人」。

準急列車
- 「屋代」改為來往廣島站至下關站之間，設有2往返班次，同時削減「周防」1往返班次。

- 1966年（昭和41年）3月 當日起國鐵設立制度，在運行距離超過100公里的準急列車需全部升級至急行列車。

因此「吉備」、「錦」、「鞆」、「屋代」、「周防」和「七浦」全部升級為急行列車。
- 「出島」的運行區間改為來往吳站至長崎站、佐世保站之間。
- 開設修學旅行列車「若人」及不定期電動列車急行列車「長州」，均來往東京站至下關站之間，在沒有運行「若人」的時期，「長州」則提供服務。

- - 10月 1班「鞆」和「屋代」的下行列車整合成為「水島」。使「鞆」和「屋代」設有下行1班，上行2班，而「水島」則下行2班，上行1班。
- 1967年（昭和42年）10月 日豐本線直至幸崎站均電氣化

- 臥鋪急行「海星」升級至臥鋪特急，並改名為「月光」，來往新大阪站至博多站之間。列車使用新規格的581系電動列車，為全世界首列臥鋪電動列車。在翌年再推出改良型號583系電動列車，並共同稱呼為「月光型電車」。
- 「綠」來往新大阪站至大分站之間使用電動列車特急（581系），來往佐世保站（經筑豐本線）的「綠」與來往大阪站至宮崎站之間的柴油列車特急「磯風」結併。
- 由於「有明」在九州內新設特急列車，來往岡山站至熊本站之間的急行改名為「不知火」。
- 「霧島」的運行區間改為來往東京站至西鹿兒島站之間。
- 開設不定期急行「五島」和「國東」，來往東京站至長崎站、大分站之間（在門司站前兩列列車結併運輸）。此兩列列車由團體專用列車改變而成。

- 1968年（昭和43年）1月24日 發生佐世保阻止企業號航空母艦泊港衝突（日语：佐世保エンタープライズ寄港阻止闘争）後，學生返回東京，使當日的「西海」「雲仙」被稱為"全部學生列車"[2]。
- 1968年（昭和43年）10月 實施名為「4·3·10（日语：ヨンサントオ）」的全國大規模時間表修正。在修正中，增加特急、急行班次，整理列車愛稱，廢止準急列車類別。而山陽本線內的列車受時間表修正的影響較大。以下為時間表修正的變化，各列車的運行時間縮短約1小時。從這個時候開始，「不定期列車」改稱為「季節列車」。
- 定期特急

新設列車
「那霸」來往大阪站至西鹿兒島站之間，使用柴油列車 （由「鷗」的來往西鹿兒島班次改名）
「日向」來往大阪站至宮崎站，使用柴油列車（由「磯風」的來往宮崎班次改名。在大阪站至小倉站與「那霸」結併）
「金星」來往名古屋站至博多站之間，使用臥鋪電動列車（583系）
「明星」來往新大阪站至熊本站之間，使用臥鋪電動列車（583系。由「肥之國」升級）
「彗星」來往新大阪站至宮崎站之間，使用客車臥鋪列車
增加班次
「鳩」1往返班次→定期1往返班次與季節1往返班次
「潮路」2往返班次→3往返班次（來往新大阪站至廣島站之間（與「潮風」整合）、下關站）
「朝風」1往返班次→2往返班次（由「雲仙」「西海」東京站至博多站之間升級）
「月光」1往返班次→2往返班次
「曉」1往返班次→2往返班次（1往返班次來往新大阪站至西鹿兒島站或長崎站之間，只1往返班次來往新大阪站至西鹿兒島站或佐世保站之間）
其他
「鷗」改變運行區間至來往京都站至長崎站、佐世保站之間（由「潮風」的來往佐世保班次改名。經筑豐本線）。
「隼」改變運行區間至來往東京站至西鹿兒島站、長崎站之間。
「燕」「鳩」改用583系，「綠」改用481系列車。
廢止列車
「潮風」、「磯風」
- 定期急行

新設列車
「玄海」來往名古屋站至博多站之間，使用475系電動列車（由「早鞆」改名）
「長門」來往新大阪站至下關站之間，使用153、165系電動列車，共2往返班次（由「關門」改名）
「鞆」來往新大阪站或大阪站至三原站之間，使用153系電動列車，定期3往返班次，季節1往返班次（由「備後」改名）
「山陽」來往岡山站至廣島站或下關站之間，使用153、165系電動列車，共3往返班次（由「水島」和前「鞆」合併）
「早鞆」來往廣島站至博多站之間，使用475系電動列車（由「山陽」改名）
「日南」來往京都站至都城站之間，設有1往返班次。另外來往大阪站至宮崎站之間，設有1往返班次。均使用臥鋪客車（由「日向」、「夕月」合併）
「雲仙」來往京都站至長崎站之間，使用臥鋪客車（由「玄海」改名）
「西海」來往大阪站至佐世保站之間，使用臥鋪客車，定期1往返班次，季節1往返班次（由「平戶」改名）
「隱岐」來往京都站至大社站之間（經赤穗線，出雲市站至大社站之間為普通列車），使用柴油列車（由「大山」改名）
增加班次
「筑紫」2往返班次→定期2往返班次（1往返班次為夜行列車）、季節1往返班次
「音戶」1往返班次→2往返班次（分別來往新大阪站至下關站之間，和京都站至廣島站之間（由「七浦」改名）。均經吳線）
「吉備」1往返班次→2往返班次（來往岡山站至廣島站、岩國站之間（由「錦」改名）。經吳線）
其他
「霧島」和「高千穗」結併運輸。
「天草」改從京都站出發。
廢止列車
「肥之國」、「平戶」、「夕月」、「日向」、「關門」、「七浦」、「備後」、「錦」、「水島」、「周防」
※「周防」，在相近時段設有「城山」列車。
- 季節急行

新設列車
「長崎」來往東京站至長崎站之間，使用臥鋪客車
「別府」來往新大阪站至大分站之間（3往返班次。當中1往返與與季節「筑紫」於小倉結併）
廢止列車
「五島」、「國東」
※「五島」隨後，在1980年起設定為來往名古屋站至長崎站之間，在多客時期開辨的季節急行列車。
- 1969年（昭和44年）5月 車等制度廢止，頭等車變為綠色車廂，頭等臥鋪車變為A寢台（日语：A寝台）車，二等車和二等臥鋪車分別變為普通車（日语：普通車 (鉄道車両)）和B寢台（日语：B寝台）車。
  - 8月　赤穗線全線電氣化。
  - 10月 設有以下變更：

- 「鳩」由季節1往返班次升級為定期班次，共2往返班次。
- 「潮路」增加至4往返班次。
- 「明星」新設1往返季節班次（每週1班暫停服務，其餘日子毎日運行）。
- 「鞆」當中1往返班次經赤穗線，「隱岐」改經山陽本線。

- 1970年（昭和45年）3月 由於乘務員不足和營業時間問題，「月光」「明星」「金星」的583系臥鋪電動列車中的餐車暫停營業。
  - 10月 鹿兒島本線和吳線全線電氣化。實施時間表修正：

- 「潮路」增至5往返班次，「朝風」增至3往返班次，「明星」增至2往返班次。
- 新設來往京都站至西鹿兒島站之間的臥鋪特急「霧島」，使用583系臥鋪電動列車。由於行走時間長，因此此583系列車為為唯一營業的餐車。
- 急行「安藝」升級至特急並改經山陽本線，同時改名為「朝風」，延長至下關站。因此，「朝風」共設有3往返班次。
- 來往東京站至西鹿兒島站之間的「霧島」改名為「櫻島」。
- 「宮島」改經吳線。
- 「吉備」1往返班次改經山陽本線，並編入「山陽」列車。因此，「吉備」只剩下1往返班次（並改用電動列車），「山陽」增至4往返班次。
- 經赤穗線的「鞆」，其運行區間延長至來往大阪站至吳站之間，並改名為急行（新）「安藝」，使用電動列車。
- 季節急行「長崎」改為來往新大阪站至長崎站之間，並整合至「雲仙」。

- 1971年（昭和46年）4月 「隱岐」引入新的181系柴油列車，並升級至特急。運行區間為新大阪站至出雲市站之間。

### 山陽新幹線岡山開業
- 1972年（昭和47年）3月 山陽新幹線新大阪站至岡山站之間開業，實施大規模時間表修正（日语：1972年3月15日国鉄ダイヤ改正）。山陽本線在新幹線重複區間，即新大阪站至岡山站之間的列車大幅削減班次，另一方面，增加岡山以西的新幹線接駁列車班次。以下為時間表修正概要：

特急列車
- 從岡山站出發

「燕」運行區間縮短至來往岡山站至博多站、熊本站之間，並大幅加班至6往返班次。
「鳩」運行區間縮短至來往岡山站至下關站之間，設有4往返班次。
「月光」運行區間改為來往岡山站至西鹿兒島站之間，設有1往返班次。（另設1往返季節列車班次，來往岡山站至博多站之間）
- 從關西圈出發

「潮路」為了不需轉乘，來往新大阪站至廣島站、下關站之間繼續設有3往返班次。
「曉」增加至3往返班次（分別來往新大阪站至西鹿兒島站或長崎站，新大阪站至西鹿兒島站、佐世保站、新大阪站至熊本站或長崎站之間）。
「明星」增加至4往返班次（來往京都站或新大阪站至博多站或熊本站之間）。
「彗星」增加至2往復班次（來往新大阪站至大分站或宮崎站之間）。
※其他特急，包括「鷗」、「綠」在內，關西至九州之間的日間列車和東京至九州之間的臥鋪特急沒有變化。
- 廢止列車

「隱岐」…改從岡山站出發的「八雲」代替。
急行列車
- 從岡山站出發

「玄海」運行區間縮短至來往岡山站至博多站或熊本站之間，設有3往返班次。
「山陽」增加至8往返班次，來往岡山站至廣島站或南岩國站或下關站之間。此外，也設有1班上行列車從下關站往廣島站。
「安藝」運行區間改至來往岡山站至吳站或廣島站之間（經吳線），設有3往返班次。
- 從關西圈出發

「筑紫」季節的日間1往返班次改從岡山站出發，並整合至「玄海」。而定期班次中，日間設有1往返班次（經赤穗線），夜行設有1往返班次。
「別府」季節的3往返班次中，1往返班次變為定期列車（在本州內與「筑紫」結併，經赤穗線）。
「屋久島」由「城山」改名而成，是為了引導觀光客而改名。此外，來往東京站至西鹿兒島站之間的季節列車也名為「屋久島」。
- 廢止列車

「長門」…改從岡山站出發，編入「山陽」班次。
「宮島」…改從岡山站出發，編入「安藝」班次。
「不知火」…整合至「玄海」。
「屋代」…整合至「山陽」。
「吉備」…整合至「安藝」。
「鞆」…由於不與新幹線競爭而廢止。
- - 10月 「燕」增加至7往返班次，「曉」增加至4往返班次。「燕」、「鳩」、「潮路」被名為L特急。
- 1973年（昭和48年）3月 「綠」新設1往返班次來往岡山站至大分站之間，共2往返班次。
  - 10月 設有以下變更：

- 「燕」設有8往返班次，其中1往返班次的終點站於西鹿兒島站。
- 「鳩」增至5往返班次，「潮路」增至5往返班次。
- 「那霧」改用電動列車，與「日向」分離後變為獨立運輸。
- 「曉」設有6往返班次，「彗星」設有4往返班次（當中1往返班次在本州與「曉」結併），「月光」把季節1往返班次成為定期列車，共2往返班次。
- 「別府」的定期與不定期列車廢止。

- 1974年（昭和49年）4月日豐本線直至南宮崎站均電氣化。

- 「日向」改用電動列車。
- 「曉」增加至7往返班次，「彗星」增加至5往返班次。「明星」的1往返班次降級為季節列車，定期剩下3往返班次。

此時，為山陽本線優等列車最鼎盛的時期。以下為山陽新幹線開業前最後的年尾列車（1974年（昭和49年）12月27日至31日）情況（如沒有標示x往返班次，即代表只有1往返班次）：
- 定期列車

日間特急列車
「燕」（8往返班次） 岡山站 - 博多站、熊本站、西鹿兒島站
「鳩」（5往返班次） 岡山站 - 下關站
「潮路」（5往返班次） 大阪站、新大阪站 - 広島站、下關站
「那霸」 大阪站 - 西鹿兒島站
「鷗」 京都站 - 長崎站、佐世保站（經筑豐本線）
「綠」（2往返班次） 大阪站→大分站、岡山站→宮崎站、大分站→岡山站、宮崎站→新大阪站
「日向」 大阪站 - 宮崎站
夜行特急列車
「隼」 東京站 - 西鹿兒島站、長崎站
「櫻」 東京站 - 長崎站、佐世保站
「瑞穗」 東京站 - 熊本站
「富士」 東京站 - 西鹿兒島站（經日豐本線）
「朝風」（3往返班次） 東京站 - 下關站、博多站
「金星」 名古屋站 - 博多站
「曉」（7往復） 新大阪站 - 長崎站、佐世保站、熊本站、西鹿兒島站
「明星」（3往返班次） 新大阪站 - 博多站、熊本站
「霧島」 京都站 - 西鹿兒島站
「彗星」（5往返班次，當中1往返班次與「曉」結併） 新大阪站 - 大分站、宮崎站、都城站
「月光」（2往返班次） 岡山站 - 博多站、西鹿兒島站
日間急行列車
「筑紫」 大阪站 - 博多站（經赤穗線）
「屋久島」 大阪站 - 西鹿兒島站（九州內為夜行）
「玄海」（3往返班次） 岡山站 - 博多站、熊本站
「山陽」（下行7班，上行9班）岡山站 - 廣島站、下關站 廣島站 - 下關站
「安藝」（3往返班次） 岡山站 - 吳站、廣島站（經吳線）
「青島」 廣島站、門司港站 - 西鹿兒島站（經日豐本線）
「出島」 吳站 - 長崎站、佐世保站
「早鞆」 廣島站 - 博多站
夜行急行列車
「櫻島」 東京站 - 西鹿兒島站（經鹿兒島本線）
「高千穗」 東京站 - 西鹿兒島站（與「櫻島」結併。經日豐本線）
「阿蘇」 名古屋站 - 熊本站
「天草」 京都站 - 熊本站（經筑豐本線）
「雲仙」 京都站 - 長崎站
「西海」 大阪站 - 佐世保站
「日南」（2往返班次） 大阪站 - 宮崎站、都城站
「筑紫」 大阪站 - 博多站
「音戶」 大阪站 - 下關站、京都站 - 廣島站（經吳線）
- 季節列車、臨時列車

日間特急列車
「燕」 岡山站 - 博多站
「鳩」 岡山站 - 下關站
「神路」（3往返班次） 大阪站 - 廣島站、下關站
夜行特急列車
「朝風」 東京站 - 博多站
「金星」 名古屋站 - 熊本站
日間急行列車
「五島」 名古屋站 - 長崎站（九州內為夜行）
「屋久島」（2往返班次） 大阪站 - 西鹿兒島站（九州內為夜行）
「人吉」（與「屋久島」結併） 大阪站 - 人吉站（九州內為夜行）
「山陽」（3往返班次） 岡山站 - 廣島站、下關站
「關門」 廣島站 - 下關站
「早鞆」 廣島站 - 博多站
夜行急行列車
「奄美」 名古屋站 - 西鹿兒島站
「熊本」 名古屋站 - 八代站
「高千穗」（與另一列「高千穗」結併） 名古屋站 - 宮崎站
「屋久島」（2往返班次） 京都站、新大阪站 - 西鹿兒島站
「天草」 新大阪站 - 熊本站
「別府」（2往返班次，1往返班次與「天草」結併） 新大阪站、大阪站 - 大分站
「日南」 大阪站 - 宮崎站
「西海」（與「屋久島」結併） 新大阪站 - 佐世保站
「壇之浦」 大阪站 - 下關站
「音戶」 大阪站 - 下關站（經吳線）
「佐世保」 岡山站 - 佐世保站

### 山陽新幹線全線啟用
- 1975年（昭和50年）3月10日 山陽新幹線岡山站至博多站之間開業，同日實施大規模時間表修正（日语：1975年3月10日国鉄ダイヤ改正）。當時，國鐵的收入緊張，為了增加收入，國鐵考慮引導乘客使用較高價格的新幹線，因此在東海道新幹線啟用時部分在來線列車被廢止[3]。當中日間列車全部廢止，夜行列車也大幅削減班次或改變編成。在鹿兒島本線、長崎本線的臥鋪特急中，使用客車的列車為「曉」、使用電動列車為「霧島」「明星」，前往鹿兒島本線方向為「那霸」「明星」，前往長崎本線方向為「曉」。此外，急行列車會擔當近距離城市間運輸服務，在此修正中也新設快速列車
- 廢止列車

特急列車
「燕」、「鳩」、「鷗」、「綠」、「潮路」、「日向」、「月光」、「霧島」、「那霸」
急行列車
「櫻島」、「高千穗」、「筑紫」、「天草」、「屋久島」、「日南」、「音戶」、「山陽」、「玄海」、「安藝」、「青島」、「早鞆」、「長州」
※「出島」縮短至只於九州內運行。
- 削減班次

「朝風」 3往返班次→2往返班次（來往東京站至博多站或下關站）
「曉」 7往返班次→3往返班次（剩下來往長崎本線、佐世保線的班次）
「彗星」 5往返班次→3往返班次
- 新設列車

特急列車
「那霸」來往新大阪站至西鹿兒島站之間，使用583系電動列車（由「霧島」改名）
「安藝」來往新大阪站至下關站之間，使用20系客車（經吳線，由「音戶」升級並改名）
急行列車
「國東」來往大阪站至大分站之間，使用客車
「阿蘇」來往新大阪站至熊本站之間，使用客車（由「天草」改名）
- 增加班次

「明星」定期3往返班次、不定期1往返班次→定期7往返班次（與「曉」來往鹿兒島本線的編成整合而成）
- 其他

「隼」的運行區間改為來往東京站至西鹿兒島站之間，「瑞穗」的運行區間改為來往東京站至熊本站或長崎站之間。
「雲仙」與「西海」結併（來往新大阪站至長崎站或佐世保站）。
- 1978年（昭和53年）10月2日 由於預計乘客會陸續轉移乘坐山陽新幹線，1975年（昭和50年）11月國鐵車費上調（平均加幅32.2%，綠色車廂加幅約92%），以及國鐵工會（日语：国鉄労働組合）和國鐵動力車工會（日语：国鉄動力車労働組合）發起連續8日罷工，在翌年1976年（昭和51年）10月國鐵車費再次上調，加幅達50%以上，影響國鐵的客量所有下跌。並在此年實施「「5·3·10」時間表修正（日语：ゴーサントオ）」，把夜行列車重整。首先在「安藝」方面，在幾年前由急行升級至特急，但是在運行速度上沒有改變，因此實際上只是加價。再者，在吳線內的時段比較差，使客量低，最終在此時間表修正中廢止。此外，削減「明星」和「曉」班次，至分別剩下4往返班次和2往返班次。「國東」和「阿蘇」在門司站結併運輸。
- 1980年（昭和55年）10月1日 實施時間表修正（日语：1980年10月1日国鉄ダイヤ改正），此修正繼續削減班次。急行「阿蘇」、「國東」、「雲仙」、「西海」廢止。山陽本線的定期夜行急行被消滅。此外，「明星」再削減1往返班次，剩下3往返班次。「彗星」削減1往返班次，剩下2往返班次。
- 1982年（昭和57年）11月15日 實施時間表修正（日语：1982年11月15日国鉄ダイヤ改正），「金星」廢止(在多客時期會繼續設有班次，但卻為臨時列車，隨後廢止)。「明星」削減至剩下1往返班次。在優等列車和貨物列車減班後，時間表比較充裕，使山陽本線廣島站至大野浦站或岩國站之間，普通列車本來由毎小時1至2班，增至日間每15分鐘一班。試行引入以國電、私鐵風的時間表。
- 1984年（昭和59年）2月1日 實施時間表修正（日语：1984年2月1日国鉄ダイヤ改正），「明星」與「曉」結併運輸，「彗星」削減至1往返班次。此外，試驗中的廣島地區普通列車有良好的成績，因此在山陽本線、吳線中的岡山站至糸崎站之間，西條站至廣島站之間，吳站至廣島站之間增加普通列車班次。之後，國鐵以「由於其他交通工具的競爭力而削減優等列車班次外，增加地區之間的列車班次」的型態，作為時間表修正的主流。
- 1986年（昭和61年）11月1日 實際國鐵最後一次大規模時間表修正（日语：1986年11月1日国鉄ダイヤ改正），「明星」降級為臨時列車，「曉」維持1往返班次。在翌年1987年（昭和62年）4月，實施國鐵分割民營化，在成立JR後，繼續加密地區性普通列車班次。

### JR成立

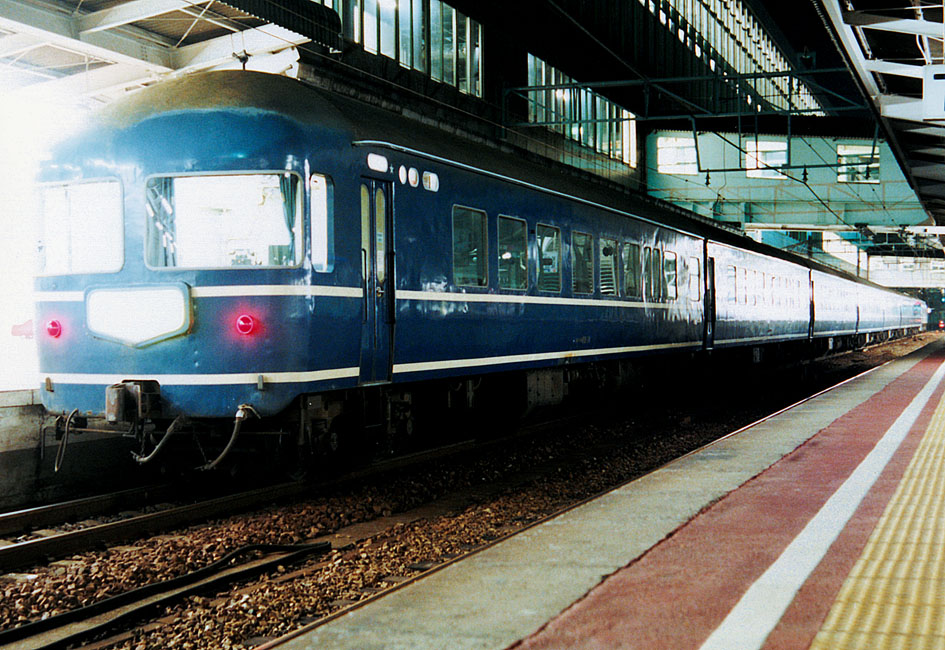
急行「玄海」
（1990年 岡山站）

- 1987年（昭和62年）4月 伴隨國鐵分割民營化，山陽本線及東海道本線米原站以西區間由西日本旅客鐵道（JR西日本）管理。但是，包括關門隧道，下關站至門司站之間由九州旅客鐵道（JR九州）管理。
- 1990年（平成2年）12月 開設來往品川駅、新大阪站至博多站、西鹿兒島站、長崎站之間的臨時急行「玄海」、「霧島」、「雲仙」。此外，臨時臥鋪特急「朝風81、82號」、「明星81、82號」（「明星」已在1986年（昭和61年）11月成為臨時列車）、「曉81、82號」，均使用20系客車，因此降級為急行列車。
- 1994年（平成6年）12月 來往博多站的「朝風」1往返班次，和「瑞穗」均降級為臨時列車（隨後被消滅）。此外，臨時急行「霧島」、「雲仙」正式廢止。
- 1999年（平成11年）12月 「櫻」與「隼」結併運輸（來往東京站經鳥栖站至長崎站或熊本站之間）。
- 2000年（平成12年）3月 「曉」與「彗星」結併運輸（來往京都站經門司站至長崎至或南宮崎站之間）。

### 踏進21世紀，長距離優等列車之完結與復古列車
- 2002年（平成14年）11月 開設「潮路」與「鳩」的復古運輸（日语：リバイバルトレイン）班次[4]。使用列車為489系金澤（日语：金沢総合車両所）車。
- 2005年（平成17年）3月 「櫻」與「朝風」廢止，「隼」與「富士」結併運輸（來往東京站經門司站至熊本站或大分站之間）。
  - 10月 「彗星」廢止，「那霸」與「曉」結併運輸（來往京都站經鳥栖站至熊本站或長崎站之間）。
- 2008年（平成20年）3月 「那霸」與「曉」廢止。
- 2009年（平成21年）3月 「隼」與「富士」廢止。在當年起，倉敷站以西再沒有定期優等列車運行。
- 2017年 （平成29年）6月「黃昏特快瑞風號列車」開始運行。
- 2020年（令和2年）10月「WEST EXPRESS 銀河」開始運行（預定運行至2021年3月）[5]。

## 列車愛稱的由來
按五十音排列
- 「青島」（日语：／）在目的地的宮崎縣宮崎市南部設有「青島」。
- 「安藝」（日语：／）在目的地廣島縣西部的舊國名為「安藝」。
- 「曉」代表黎明的詞語「日语：」。
- 「朝風」代表列車在早上到達目的地。在早上（朝）吹起風，合成「朝風」兩字。
- 「阿蘇」（日语：／）在目的地熊本縣設有「阿蘇山」。
- 「天草」（日语：／）在目的地熊本縣設有「天草群島」。
- 「奄美」在目的地鹿兒島縣設有「奄美大島」。
- 「有明」（日语：／）在目的地附近的海域名為「有明海」。
- 「磯風」在目的地宮崎縣的日南海岸，「在岸邊（磯）吹起的風」。
- 「雲仙」（日语：／）在目的地長崎縣設有火山「雲仙岳」。
- 「音戶」（日语：／）在廣島縣吳市附近的瀨戶內海海峽設有「音戶之瀨戶（日语：音戸の瀬戸）」之名。
- 「海星」（日语：／）「星星照耀著大海（玄界灘）」的意境。
- 「鷗」其中一種鳥類「鷗」。
- 「關門」（日语：／）在目的地山口縣下關市設有「關門海峽」。
- 「吉備」（日语：／）整個岡山縣和廣島縣東部的舊國名為「吉備」。
- 「霧島」（日语：／）鹿兒島縣與宮崎縣之間的山峰「霧島山」。
- 「金星」（日语：／）太陽系行星中的「金星」。
- 「國東」大分縣北部設有「國東半島」。
- 「熊本」目的地的名稱為「熊本」。
- 「月光」（日语：／）以月和光結合，成為「月光」。
- 「玄海」（日语：／）在目的地附近的海域「玄界灘」。
- 「五島」（日语：／）在目的地的長崎縣，其西方的位置設有「五島列島」。
- 「西海」（日语：／）九州地方的海名為「西海」。
- 「櫻」（日语：／）日本的國花為「櫻花」。
- 「櫻島」（日语：／）鹿兒島縣內的山峰（火山）「櫻島」。
- 「佐世保」目的地的名稱為「佐世保」。
- 「勝風」「帶來幸運的風」的意思而新造詞語。
- 「薩摩」鹿兒島縣的舊國名「薩摩」。
- 「山陽」（日语：／）在五畿七道其中之一條路線名為「山陽道」。
- 「潮風」在瀨戶內海中「從海吹來帶有鹹味的風」。
- 「潮路」在瀨戶內海中「海洋流動的道路」。
- 「不知火」在有明海、八代海出現的現象名「不知火」，以及八代海的別名為「不知火海」。
- 「城山」在目的地鹿兒島縣鹿兒島市中，西南戰爭的戰場為「城山（日语：城山 (鹿児島市)）」。
- 「彗星」（日语：／）天體中的「彗星」。
- 「周防」（日语：／）目的地山口縣東部的舊國名為「周防」。
- 「高千穗」（日语：／）霧島山中的「高千穗峰」。
- 「壇之浦」（日语：／）在目的地山口縣下關市曾發生「壇之浦之戰」，其所在地為「壇之浦」。
- 「長州」（日语：／）山口縣西部的舊國名「長門」，其別稱為「長州」。
- 「筑紫」（日语：／）福岡縣的舊國名「筑紫」。
- 「燕」（日语：／）其中一種鳥類「燕」。
- 「出島」（日语：／）目的地長崎縣長崎市中設有「出島」。
- 「鞆」廣島縣福山市的景點「鞆之浦（日语：鞆の浦）」。
- 「長崎」目的地的縣名和市名為「長崎」。
- 「長門」（日语：／）目的地山口縣西部的舊國名為「長門」。
- 「七浦」「安藝之宮島」的景點「七浦」。
- 「那霸」為了沖繩回歸國土，以其中心地點，即現時其縣廳所在地的「那霸市」而命名。
- 「錦」山口縣東部設有著名的錦帶橋，當中跨越的川為「錦川」。
- 「日南」（日语：／）宮崎縣的國定公園名為「日南海岸」。
- 「鳩」其中一種鳥類「鳩」。
- 「早鞆」（日语：／）關門海峽設有「早鞆之瀨戶」的別名。
- 「隼」其中一種鳥類「隼」。
- 「人吉」目的地的名稱為「人吉」。
- 「肥之國」目的地熊本縣的舊國名「肥後」而成的「肥之國」。
- 「日向」（日语：／）目的地宮崎縣的舊國名「日向」。在JR時代，設有同名特急列車「日向」。
- 「平戶」（日语：／） 長崎縣的「平戶島」、「平戶市」。
- 「備後」岡山縣、廣島縣東部的舊國名為「備後」。
- 「富士」（日语：／）日本最高的山為「富士山」。
- 「二葉」廣島站附近有一座「二葉山」（二葉之里）。
- 「豐後」大分縣的舊國名「豐後」。
- 「平和」設有「和平」的意願而設。
- 「別府」目的地為大分縣「別府市」和「別府溫泉」。
- 「水島」岡山縣設有「水島灘（日语：水島灘）」。
- 「瑞穗」形容新鮮的（日語為）稻穗，兩字合併成為「瑞穗」。
- 「綠」顏色「綠」色，九州也被名為「太陽與綠之國」。
- 「宮島」（日语：／）日本三景的「嚴島」，其通稱為「宮島」。
- 「明星」（日语：／）金星異稱為「明星」（同時也是在中國古代的名稱）。
- 「屋久島」（日语：／） 目的地鹿兒島縣設有「屋久島」。
- 「屋代」山口縣設有屋代島（周防大島）。
- 「夕月」（日语：／）「在傍晚（夕）望見月亮」的意境。